# AB del Cotxer
AB del Cotxer (AB Aurigae) és un estel variable en la constel·lació del Cotxer. S'hi troba a 470 anys llum de distància del Sistema Solar.
AB Aurigae és un estel blanc de tipus espectral A0Ve amb una lluminositat 31 vegades major que la lluminositat solar. És un estel molt estudiat ja que és considerada prototip dels estels Herbig Ae, estels joves de massa intermèdia que encara no han entrat en la seqüència principal. Situada a la regió de formació estel·lar de Taure-Cotxer, la seva edat està compresa entre 1 i 3 milions d'anys. Envoltada per una complexa combinació d'estructures de gas i pols, AB Aurigae mostra una serie de fenòmens fascinants, entre ells una nebulosa de reflexió que s'estén milers d'ua més enllà de l'estel, així com una regió més compacta amb forma d'anell (entre 100 i 750 ua de l'estel) composta fonamentalment de gas. Sembla que el disc interior de pols té un radi exterior d'aproximadament 130 ua, dins del qual existeix molt poca quantitat de gas.
L'anell de pols presenta un espai buit a 102 ua d'AB Aurigae; això, unit a l'existència de clars dins de l'anell a menor distància de l'estel, suggereix la formació d'almenys un objecte petit a una distància orbital d'aproximadament 100 ua. També s'ha detectat un «punt font» en la part externa de l'anell, l'origen del qual pot ser una zona de major densitat causada per l'acreció sobre un company invisible.
La magnitud aparent d'AB Aurigae oscil·la de manera irregular entre +6,9 i +8,4, estant catalogada com una variable Orió.